# Max Eschelbacher
Max Eschelbacher (14. Januar 1880 in Bruchsal – 20. April 1964 in London) war Jurist, Rabbiner und Autor.

## Familie
Max Eschelbacher war der Sohn des Rabbiners Josef Eschelbacher (1876–1916) und seiner Ehefrau Ernestine, geborene Benario (1858–1931). Sein Großvater Leopold Benario (1822–1906) leitete das elterliche Manufakturwarengeschäft und wurde stellvertretender Bürgermeister in Wertheim. 1906 heiratete er seine Cousine Bertha, die Tochter des Heilbronner Rabbiners Ludwig Kahn. Mit ihr hatte er drei Söhne und eine Tochter: Joachim Leo (1911–1958), Hermann (später Herbert) Friedrich (1912–2005), Josef Ludwig (1919–1968) und Nanni Hannah Eschelbacher (später Nancy Wolfson, 1921–2018).

## Leben
Max Eschelbacher studierte Rechtswissenschaften an der Universität München und schloss seine Studien mit der Promotion zum Dr. iur. ab. Er begann nach dem Referendariat die juristische Laufbahn beim Amtsgericht Nauen bei Berlin. Als man ihn zwingen wollte, am Schabbat zu arbeiten, entschloss er sich, Rabbiner zu werden und gab seine Stellung auf. Nach der Rabbinerausbildung trat er 1906 seine erste Stelle als liberaler Rabbiner in seinem Geburtsort Bruchsal an. 1910 wechselte er nach Freiburg im Breisgau.
1912 wurde Eschelbacher der Nachfolger von Leo Baeck als Rabbiner der jüdischen Gemeinde Düsseldorf. Seine zahlreichen Veröffentlichungen zu wichtigen Zeitfragen zeugen von einem theologisch zunehmend konservativen Standpunkt.
Während der Novemberpogrome 1938 am 10. November 1938 wurde Eschelbacher festgenommen und ins Düsseldorfer Polizeigefängnis eingeliefert. Eschelbacher, der über die Ereignisse einen umfassenden Bericht verfasste, konnte Ende Januar 1939 nach England emigrieren.
Nach 1945 besuchte Eschelbacher immer wieder Deutschland und hielt an den hohen jüdischen Feiertagen in den wieder erstandenen jüdischen Gemeinden in Düsseldorf, Hamburg und Berlin Gottesdienste ab. Max Eschelbacher starb im Alter von 84 Jahren 1964 in London.

## Schriften (Auswahl)
- Das Recht auf Gesellschaftseinlagen, 1902.
- Ein neues Buch über die Geschichte der deutschen Juden. In: Ost und West, Illustrierte Monatsschrift für modernes Judentum, Jg. 4 (1904), S. 170–178.
- Der Talmud als Bildungsmittel. In: Jahrbuch für jüdische Geschichte und Literatur, Jg. 13 (1909), S. 159–177.
- Das jüngste Bild vom Judentum. In: Ost und West, Jg. 11. (1911), S. 1041–1052.
- Mischehen. In: Ost und West, Jg. 17 (1917), S. 74–88.
- Ostjüdische Proletarier in Deutschland. In: Der Jude, Jg. 3 (1918/1919), S. 512–532.
- Zur Geschichte des biblisch-talmudischen Eherechts. In: Monatsschrift für Geschichte und Wissenschaft des Judentums, Jg. 65 (1921), S. 299–322.
- Die Zünftigen und die Draußenstehenden. In: Der Jude, Jg. 6 (1921/1922), S. 76–90.
- Der Sozialismus des alten Judentums. In: Der Jude, Jg. 8 (1924), S. 89–112
- Das jüdische Gesetz. In: Der Jude, Jg. 9 (1925–1927), Sonderheft 4 (1927), Judentum und Christentum, S. 58–66.
- Jüdische Weltanschauung. In: Zedakah. Zeitschrift der jüdischen Wohlfahrtspflege, Jg. 8 (1928), Heft 3 (Juli), S. 46.
- Die Synagogengemeinde Düsseldorf 1904–1929. Festschrift zur Feier des fünfundzwanzigjährigen Bestehens der Synagoge, Düsseldorf 1929.
- Der deutsche Jude und der deutsche Staat. In: Der Morgen, Jg. 8 (1933), S. 405–413.
- Der zehnte November 1938. Mit einer Einleitung „Rabbiner Max Eschelbacher und den Novemberpogrom in Düsseldorf“ von Falk Wiesemann. Klartext, Essen 1998, ISBN 3-88474-724-X.